# Apor Dezső
Apor Dezső, 1904-ig Pollák (Szegvár, 1883. november 28. – Budapest, Erzsébetváros, 1941. április 13.) újságíró, író, középiskolai tanár.

## Élete
Pollák Gyula és Deutsch Borbála gyermekeként született. Tanulmányait a Budapesti Tudományegyetem bölcsészkarán végezte. 1912-ben magyar–latin szakos középiskolai tanári oklevelet szerzett. Ezt követően Szegedre ment, ahol tanárként dolgozott, illetve a Szegedi Híradó munkatársa volt. Tagja volt a Szegedi Gyorsírók Egyesületének. Később Budapestre költözött, s A Nap szerkesztőségének tagja lett, majd a Vasárnapi Könyv című ismeretterjesztő lap másodszerkesztőjeként működött. 1926-tól társtulajdonosa, 1930-tól 1935-ig egyben főszerkesztője is volt a Kis Újságnak. Több ismeretterjesztő könyvet írt. Halálát agyvelőgyulladás okozta.
A Farkasréti temetőben helyezték végső nyugalomra.

## Családja
Felesége Sziklai Zsuzsanna (1894–?) volt, Sziklai Jenő gyufagyári könyvelő és Somogyi Irma lánya, akit 1914. április 26-án Budapesten, az Erzsébetvárosban vett nőül.
Lánya Apor Éva (1915–?)

## Művei
- Az ikerszók (tanulmány, Budapest: Engel Ny., 1906)
- Hogyan készül? a papiros, a ceruza: a modern technika és az ipari vívmányai. Szerk. Nagy Bélával (Budapest: Athenaeum, 1913; 2. kiadás: Budapest, 1922; 3. kiadás: Budapest, 1927)
- A háború technikája. Nagy Bélával (színdarab, bemutató: Uránia, Budapest, 1915)
- Híres feltalálók: az akarat és tudás hősei. Szerk. Nagy Bélával (Budapest: Athenaeum, 1915; 2. átdolgozott kiadás: Budapest, 1927)
- Károlyi-könyvtár. Szerk. Apor Dezső (Budapest: Kultúra, 1919–)
- Hogyan készül? a papiros, a ceruza: a modern technika és az ipari vívmányai. Szerk. Nagy Bélával (Budapest: Athenaeum, 1922)